# 汉班托塔
汉班托塔，斯里兰卡南部省汉班托塔区首府。该地区人口以信奉伊斯兰教的马来人为主，信奉佛教的僧伽罗人也占有相当的比例，现任有争议的斯里兰卡总理、前总统马欣达·拉贾帕克萨即来自当地选区。

## 交通
2004年，汉班托塔在印度洋海啸中损失惨重。
2006年，斯里兰卡政府决定在汉班托塔营造一个新的国际机场，并建设科伦坡通往当地的铁路。
2007年10月，在中国的援助下，斯里兰卡政府在汉班托特开始建设大型港口。  2018年9月，上萬群眾走上街頭抗議政府將港口租給中國99年。
2012年10月，位於斯里蘭卡漢班托塔的馬特拉·拉賈帕克薩國際機場，成為斯里蘭卡之第二座國際機場，僅次於位於首都可倫坡的班達拉奈克國際機場。